# Pavel Josef Šafařík

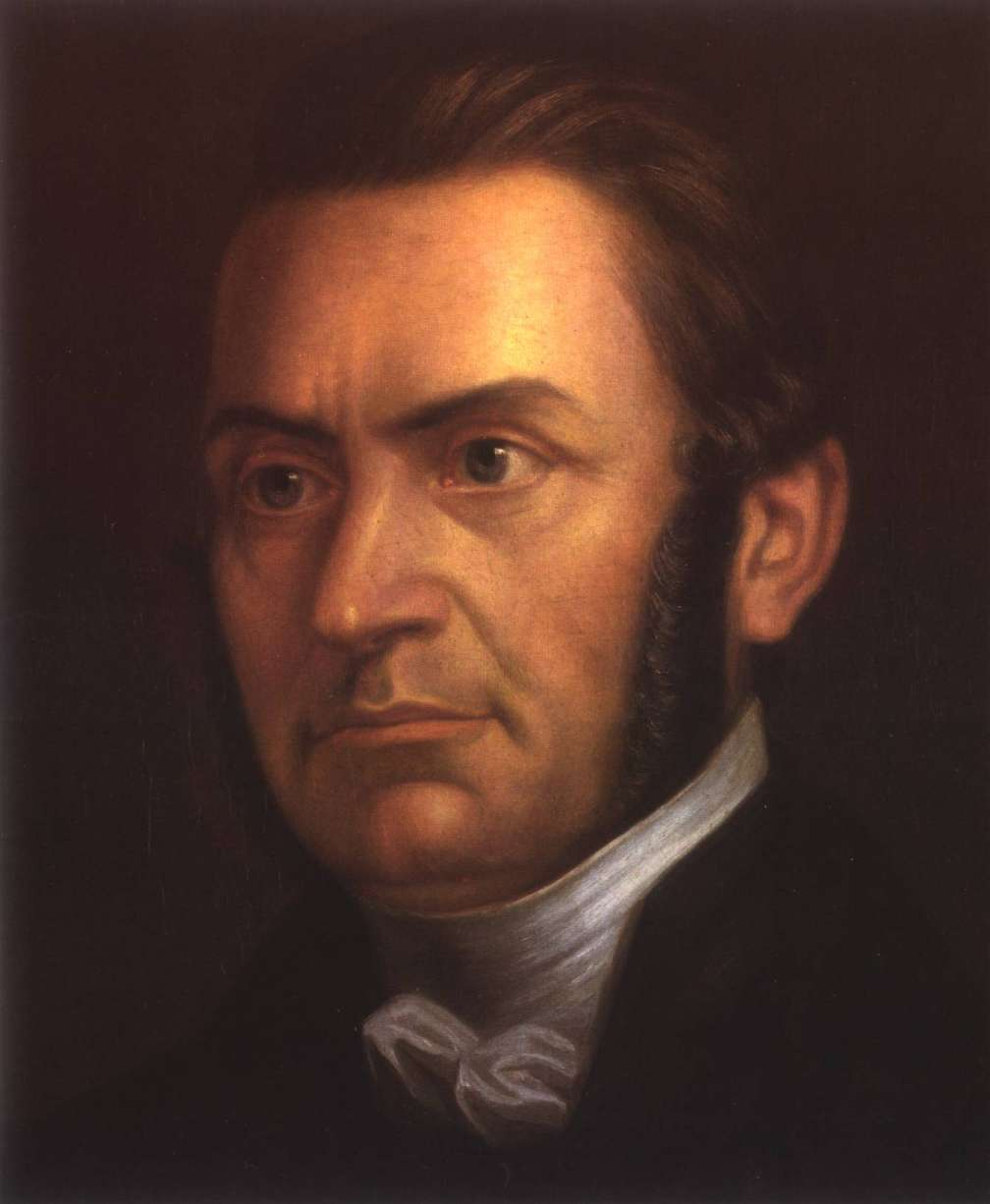
Pavel Josef Šafařík.

Pavel Josef Šafařík, född 13 maj 1795 i Kobeliarova, död 26 juni 1861 i Prag, var en slovakisk litteratur- och språkforskare. Han var far till Vojtěch Šafařík och farbror till Janko Šafařík.
Šafařík, som var son till en protestantisk präst, studerade vid gymnasiet i Kesmark och påbörjade redan där sin poetiska alstring (Tatranská Múza s lírou Slovanskou), och vid universitetet i Jena 1815–1817, där han översatte Aristofanes Molnen och Friedrich Schillers Maria Stuart till tjeckiska och skrev en kortfattad historia om den slaviska litteraturen. Efter avslutade studier slog han sig ned i Pressburg, där han i förening med František Palacký utgav en uppseendeväckande skrift om den böhmiska poesins första moderna utveckling, Počátky Českého básnictví (1818), vars tendens riktade sig mot den "gamla skolan". 
År 1819 blev Šafařík professor och rektor vid det nyinrättade ortodoxa gymnasiet i Novi Sad, som han dock måste lämna på grund av konflikter med de serbiska munkarna och prästerna. År 1823 utkom i Pest hans samling slovakiska folkvisor, Písně světské lidu slovanského v Uhřích (andra delen 1827), och 1827 i Novi Sad hans för sin tid epokgörande Geschichte der slavischen Sprache und Literatur nach allen Mundarten. 
Šafařík flyttade 1833 till Prag, där han mer odelat kunde ägna sig åt vetenskaplig verksamhet och fick anställning vid biblioteket. Redan i Wiener Jahrbücher der Literatur 1829–1831 hade han publicerat de sydslaviska studierna Übersicht der slovenischen Kirchenbücher och Übersicht der vorzüglichsten schriftlichen Denkmäler älterer Zeiten bei den Südslaven samt Serbische Lesekörner. Den förnämsta frukten av hans sydslaviska studier var den bio- och bibliografiskt värdefulla Geschichte der südslavischen Literatur (tre delar, tryckt 1864–1865), vartill kom studier om gammalslaviska tryckerier och den bulgariska litteraturen (O storoslovanských tiskárnách, 1842, och Rozkvět slovenské literatury v Bulharsku, 1848). 
I den tjeckiska tidskriften Musejník publicerade Šafařík 1833–1836 flera avhandlingar rörande slavernas ursprung och äldsta historia, vilka omarbetades i hans förnämsta verk, Slovanské Starožitnosti (1837, tyska "Slavische Alterthümer", 1844), ett för sin tid märkligt arbete, som blev av stor betydelse för slavistiken, ehuru det ej hann bli avslutat. Om slavernas etnografi skrev han Slovanský národopis (1842; tredje upplagan 1849). Bland hans övriga studier märks Die ältesten Denkmäler der böhmischen Sprache (1840) och de textkritiska och lexikografiska undersökningarna Pocátky staročeské mluvnice och Klasobrani na poli staročeské literatury (1845–1855). 
Šafařík fick av Michail Pogodin erbjudande av en professur i Moskva och från Berlin en liknande kallelse, men avböjde båda. På anmodan av preussiske ministern Johann Albrecht Friedrich von Eichhorn skrev han dock Gedanken über die Einrichtung des slavischen Sprachstudiums auf preußischen Universitäten (1841). Han deltog kraftigt i den panslaviska rörelsen vid kongressen i Prag 1848, men avböjde alla politiska förtroendeposter och tillbragte sina sista år under svåra ekonomiska förhållanden i nöd och sjukdom, så att han till och med gjorde självmordsförsök. I sina sista skrifter ägnade han sig åt studiet av den glagolitiska litteraturen: Památky dřevného písemniství Jihoslovanŭ (1851), Pámátkam hlaholského písemnictví (1853) och Über den Ursprung und die Heimat des Glagolitismus (1858). Hans vidlyftiga korrespondens, av vilken han i ett anfall av sinnesförvirring brände en del, utgavs först 1873–1875.